# Тетріс
Тетріс — відеогра-головоломка, створена 1984 року радянським програмістом Олексієм Пажитновим з колегами. Першу версію було представлено 6 червня 1984 року, коли Олексій працював в ОЦ Академії наук СРСР у Москві. Назву гри автор створив поєднавши грецький префікс «тетра-» зі словом «теніс» — улюбленою грою Пажитнова.
Гра в різних інтерпретаціях існує майже для кожної ігрової консолі та операційної системи, а також для інших пристроїв: мобільних телефонів, медіаплеєрів, кишенькових комп'ютерів тощо.
Гра має вкрай прості правила й водночас вимагає деяких навичок. До грудня 2011 року було продано 202 млн копій: 70 млн фізичних одиниць і 132 млн платних завантажень мобільних ігор, що робить цю гру однією з найбільш продаваних франшиз відеоігор усіх часів. Версія для Game Boy є однією з найбільш продаваних ігор усіх часів, продано 35 млн копій. Tetris доступний на понад 65 платформах, має рекорд Ґіннеса з найбільш портованої відеогри. Тетріс укорінений у попкультурі, його популярність виходить за межі відеоігор. Образ гри вплинув на архітектуру, музику та косплей. Гра також була предметом досліджень, які проаналізували її теоретичну складність і показали її вплив на людський мозок після сеансу, зокрема ефект тетрісу.

## Історія
Інтерес до фігур доміно, триміно, тетраміно і пентаміно в СРСР виник завдяки книзі Соломона Ґоломба «Поліміно» (видавництво «Мир», 1975). Зокрема, пентаміно було настільки популярне, що в «Науці і житті» з 1960-х років був постійний розділ, присвячений складанню фігурок з набору пентаміно, а пластмасові набори пентаміно іноді продавалися в магазинах.
Тетріс був створений співробітником обчислювального центру Академії наук СРСР Олексієм Пажитновим у червні 1984 року. На той час Пажитнов займався проблемами штучного інтелекту і розпізнавання мови. Перша версія гри з'явилася для комп'ютера Електроніка-60; передбачалося, вона стане вдосконаленою варіацією його улюбленої класичної гри Pentomino Puzzle.

7 «цеглинок-тетраміно» тетрісу: I, J, L, O, S, T, Z.

У першому варіанті гри, написаної Пажитновим, можна змінювати положення фігур шляхом повороту їх на 90 градусів щодо їх геометричного центру. Однак на той час потужність комп'ютерів не дозволяла запустити таку програму. Тоді розробник вирішив спростити завдання, забравши у кожної з фігур пентаміно по одному квадратику, зменшивши їх кількість до чотирьох — тетраміно. Так з'явилася перша версія тетрісу для мікрокомп'ютера Електроніка-60.
Пізніше Вадим Герасимов переписав цю гру для IBM PC. Після чого ця гра набула великої популярності.
Після появи тетрісу кілька найбільших на той час компаній з розробки системного забезпечення, комп'ютерних та ігрових застосунків — Spectrum Holobyte і Mirrorsoft, Bullet-Proof Software і Atari Games, Famicom і його американський аналог Nintendo Entertainment System — почали тривалу боротьбу за придбання прав на випуск всіх варіацій і консольних версій тетрісу.
У 1988 році за підтримки Генка Роджерса Пажитнов організував компанію з розробки ігрового програмного забезпечення AnimaTek, а 1991 року було створено компанію Tetris.

## Правила

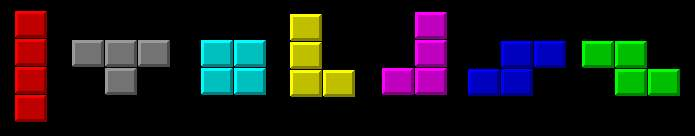
Всі сім тетраміно використовують стандартну колірну схему

Випадкові фігурки тетраміно падають зверху в прямокутний стакан шириною 10 і висотою 20 клітин. У польоті гравець може повертати фігурку та рухати її по горизонталі. Також можна «скидати» фігурку, тобто прискорювати її падіння, коли вже вирішено, куди фігурка повинна впасти. Фігурка летить, поки не наткнеться на іншу фігурку або на дно склянки. Якщо при цьому заповнився горизонтальний ряд з 10 кліток, він пропадає і все, що вище нього, опускається на одну клітку.
У спеціальному полі гравець бачить фігурку, яка буде слідувати після поточної — ця підказка дозволяє планувати свої дії. Темп гри поступово збільшується. Назва гри походить від кількості клітин, з яких складається кожна фігура. Гра закінчується, коли нова фігурка не може поміститися в стакан. Гравець отримує бали за кожну фігурку, тому його задача — заповнювати ряди, не заповнюючи саму склянку якомога довше, щоб таким чином отримати якомога більше балів.

## Нарахування балів

Схема прибирання лінії

Нарахування балів в різних версіях «Тетрісу» достатньо різноманітне. Бали можуть нараховуватися за прибрані лінії, за скинуті фігурки, за перехід на нову швидкість тощо.
При нарахуванні балів за лінії кількість балів зазвичай залежить від того, скільки ліній прибрано за один раз. Наприклад, в китайських консолях «Brick Game», популярних в СНД в 1990-х роках, нарахування балів зазвичай було таким: 1 лінія — 100 балів, 2 лінії — 300 балів, 3 лінії — 700 балів, 4 лінії (тобто, зробити Тетріс) — 1500 балів. Тобто, чим більше ліній прибирається за один раз, тим більше відношення кількості балів до кількості ліній. Цікаво, що тетрісом в багатьох версіях гри також називається дія, після якого зникає одразу 4 лінії. Це можна зробити лише одним способом — скинути «палицю» (фігурку, в якій всі клітини розташовані на одній лінії) в «шахту» ширини 1 і глибини як мінімум 4.
При нарахуванні балів за скинуті фігурки може враховуватися висота, на якій зупинилася фігурка (чим нижче це сталося, тим краще), відстань, яку пролетіла фігурка після «скидання» (прискорення падіння). Хоча зазвичай пріоритетом є лінії, а за фігурки нараховується відносно небагато балів.

## Реалізація та варіанти

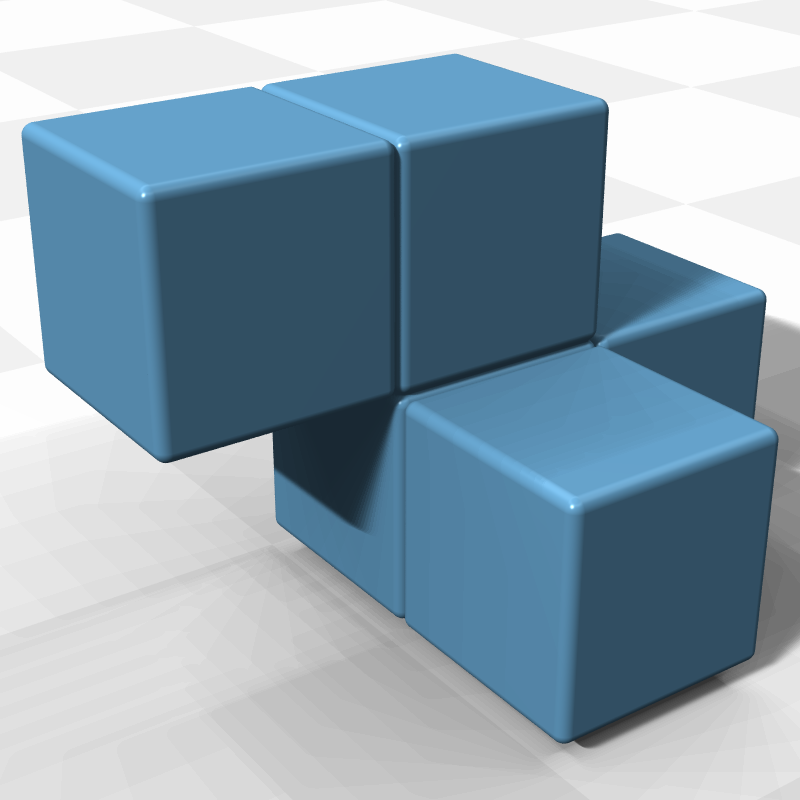
Пентакуб

Гра реалізована практично на всіх сучасних комп'ютерах, включаючи КПК, мобільні телефони, ігрові відеоприставки, телевізори (як додаткова функція), безліч кишенькових ігрових пристроїв. є варіанти гри для всіх скільки-небудь поширених ОС, а також для Java. Є порт навіть для осцилографа. Важко, якщо взагалі можливо, назвати таку обчислювальну платформу, де б не було цієї гри.
Мабуть, найбільшої популярності набула реалізація тетрісу для ігрової консолі Game Boy і відеоприставки NES (і її численних клонів).
У багатьох реалізаціях стакан спочатку не порожній. Є реалізації (наприклад, безкоштовна Gravytris для Microsoft Windows) з більш реалістичними правилами гравітації: наприклад, при пропажі горизонтального ряду блоки, які вище його, з'єднуються в зв'язкові області та кожна область падає, поки не наткнеться на блок; це може привести до заповнення нових лав і новим падінь, і так далі.
Були написані трьох- (Blockout фірми California Games, 1989), чотирьох- (HyperTetris, 1996) і навіть n-мірний (Polytope Tetris, 2003) варіанти тетрісу, а також модифікації для двох і більше гравців.
Існують також версії гри, в яких гра ведеться не так на бали, а на відкриття захованого зображення. Для полегшення гри є варіанти без складних S-і Z-образних фігур і без збільшення швидкості гри.
Крім того, дуже популярною різновидом тетрісу є TetColor, написаний 1991 року Сергієм Сотніковим (Тула), де зникають лінії (горизонтальні, вертикальні та діагональні), зібрані з одного кольору. Аналогічна їй Acid Drop розроблена програмістом Деннісом М. Кіссе.
Існує та більш складна версія гри, заснована на пентаміно, з фігурками з п'яти елементів — Pentix («Пентікс»), в якій кількість можливих фігур збільшено до 12-18.
Також є реалізація гри, де елементами фігур є трикутники — Crazy Tetris від Astatix Software, Amazing Tetris.
Один з новітніх прикладів — гра Dwice, розроблена 2006 року самим винахідником тетрісу, Олексієм Пажитновим.
Також тетріс вбудований як пасхальне яйце в текстовий редактор emacs (відкривається після натискання Esc+X та введення команди tetris).
Крім того, тетріс вбудований в клієнт μTorrent. Для цього необхідно відкрити «Довідка» — «Про програму» та натиснути клавішу Т.
PhysTris — тетріс з реалістичним фізичним поведінкою блоків фігур. У грі можна поміняти режим гри, кількість кубиків, фігур (4,5 і більше), музику і фон. Гру розробив Петер Петров 2009 року.
На комп'ютері «Іскра-226» гра була реалізована в текстовому вигляді під назвою «STAKAN».

### Музика
- Найвідоміша мелодія, що асоціюється на Заході з «Тетрісом» — це російська народна пісня «Коробушка[ru]» («Ой, повним-повна моя коробочка…»). На цю мелодію багато хто з західних музичних групи та виконавців робили ремікси і свої аранжування, напираючи саме на те, що ця мелодія зі знаменитого «тетрісу». Хоча є чимало діджеїв, які зробили ремікс мелодії, позначивши «tetris remix», але не опублікували в своїх альбомах. У німецької групи Scooter наприкінці 2007 року (композиція називається Whistling Dave, «Дейв Свистун») ця мелодія насвистується протягом усього треку. Наприкінці композиції лунає комп'ютерне «Game over». Також є ремікс від популярного співака та композитора Basshunter. Ця мелодія, наприклад, використовується в складі музичного треку до версії тетрісу під назвою TETRIS-2, написаної 1993 року на комп'ютері ZX Spectrum. Там вона звучить поперемінно з мелодією інтернаціоналу, які плавно переходячи один в одне.
- У деяких версіях однієї з мелодій є «Калинка» Івана Ларіонова[ru].

## Теоретичні проблеми
Зазвичай гравець програє через те, що не може впоратися із занадто швидким темпом гри, або тому, що ця реалізація реагує на клавіші занадто повільно порівняно з прискореним темпом падіння фігурок, внаслідок чого гравець вже не може в принципі докласти достатню кількість зрушень до фігурки.
Була опублікована стаття, автор якої доводить, що навіть якби гравець реагував миттєво та завжди приймав правильні рішення, то і в цьому випадку він би кінець кінцем програв. Проблемою є S-і Z-подібні фігурки. Достатньо багато S-фігурок змусить гравця залишити дірку в правому нижньому кутку. Достатньо багато Z-фігурок змусить гравця залишити дірку в лівому куті наступного ряду, ще не заповнивши попередню дірку. Якщо після цього знову випаде достатньо багато S-фігурок, достатньо багато Z-фігурок, і так багато разів, заповниться (з дірками по краях) все поле, і для наступної фігурки місця не залишиться. Якщо генератор випадкових чисел ідеальний та видає рівномірний розподіл, будь-яка (в тому числі і така) комбінація рано чи пізно випаде.
Однак середній час, через яке випаде така комбінація, є величезним та перевищує час існування Всесвіту. Проте не виключено, що існує якась інша, важча для доведення причина, через яку ідеальний гравець повинен програти набагато раніше, ніж зазначена верхня межа.
Деякі завдання, вирішення яких застосовуються в грі, є NP-повними.

## Комп'ютерні ігри

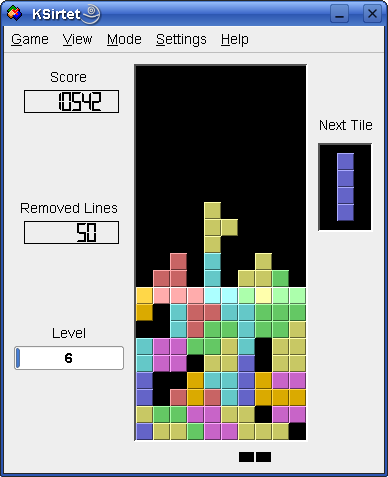
KSirtet, вільний варіант тетрісу

- KSirtet, вільний варіант тетрісуQuadrapassel — в наборі ігор GNOME Games.
- Bastet[14] — класичний тетріс із зумисне зламаним генератором фігур, він видає гравцеві найбільш незручні фігури.
- Тетріс, розроблений на замовлення Міністерства оборони РФ.[15] На розробку порталу Міноборони, в складі якого міститься 4 гри, одна з яких — тетріс, було витрачено близько 36 мільйонів рублів[16].
- Drowning[17] — оригінальний варіант тетрісу, геймплей якого зав'язаний на фізичних елементах.

## В культурі
- У мультсеріалі «Сімпсони» в одній з серій батько сімейства упаковує дуже багато речей з дітьми та дружиною на манер тетрісу.
- Мультсеріал Мела Брукса «Космобольци» (Spaceball, «Космояйца») 2007 — наприкінці серії про світ комп'ютерних ігор, президент Дріст (Мудакер) та Чорний шолом ухиляються від падаючих з неба фігур.
- В 5-й серії 1-го сезону мультсеріалу «Футурама» виконроб керував будівництвом блоку з фігурок тетрісу на планеті, заселеній роботами.
- У 2023 вийшов фільм режисера Джона Бейрда «Тетріс»[18], який заснований на реальних подіях і розказує про історію боротьби за права для продажу гри.

## Виноски
1. ↑  At 25, Tetris still eyeing growth (англійською) . Reuters. 2 червня 2009. Архів оригіналу за 22 серпня 2011. Процитовано 13 січня 2010.
2. ↑  http://vadim.oversigma.com/Tetris.htm
3. ↑  Tetris (укр.). Процитовано 19 квітня 2022.
4. ↑  М. Мокрецов. Тетріс був, тетріс є, тетріс буде жити? [Архівовано 30 листопада 2007 у Wayback Machine.]
5. ↑  Е. Скляревский. . — № 43 (567).
6. ↑  The Ultimate History of Video Games. Wikipedia (англ.). 20 січня 2022. Процитовано 19 квітня 2022.
7. ↑  Seeedstudio Forum • View topic — TETRIS (just for fun:-). Архів оригіналу за 19 червня 2013. Процитовано 30 жовтня 2014. [Архівовано 2013-06-19 у Wayback Machine.]
8. ↑  Colin Fahey. Tetris [Архівовано 2 березня 2009 у Wayback Machine.] [недоступне посилання — історія] 4.5 4-dimensional Tetris; 4.6 N-dimensional Tetris.
9. ↑  TETCOLOR — офіційний сайт гри [Архівовано 2012-01-04 у Wayback Machine.]
10. ↑  Tetris download — free download Tetris game — Tetris free download
11. ↑  Огляд Alexey's Dwice
12. ↑  Heidi Burgiel. How to Lose at Tetris
13. ↑  Erik D. Demaine, Susan Hohenberger, David Liben-Nowell. Tetris is Hard, Івn to Approximate(англ.)
14. ↑  «For people who enjoy swearing at their computer, Bastet (short for Bastard Tetris) is an attractive alternative to Microsoft Word.»
15. ↑  Ігри: Міністерство оборони Росс \u0026 #108…. Архів оригіналу за 19 листопада 2016. Процитовано 30 жовтня 2014. [Архівовано 2016-11-19 у Wayback Machine.]
16. ↑  261 Міноборони замість російського Warзraft створило «Сапера» та «Морський бій» — Известия
17. ↑  «Drowning», free to play
18. ↑  Tetris (2023) - IMDb (амер.), процитовано 1 квітня 2023